# У-цзун (династия Тан)
У-цзун (кит. 武宗; 1 июля 814 — 22 апреля 846) — 18-й император китайской империи Тан, правивший в 840—846 годах.
Родился 1 июля 814 года в семье наследника трона Ли Хэна (будущий император Му-цзун). При рождении получил имя Ли Чан. После того как Ли Хэн стал императором Му-цзуном, Ли Чан стал князем Инь. Во времена правления своего единокровного брата и императора Вэнь-цзуна Ли Чан стал в 839 году наследником трона. После смерти Вэнь-цзуна в 840 году Ли Чан при поддержке евнухов стал императором под именем У-цзун.
Новый император сменил канцлера (чэнсяна), назначив на эту должность Ли Дэюй, что свидетельствовало о победе рода Ли в длительной борьбе с родом Ню. Была улучшена работа правительства, уменьшена власть евнухов.
Одновременно императору пришлось противостоять уйгурам, которые под натиском киргизов двинулись на восток. В длительной борьбе с 840 до 843 года Китай вышел победителем. В решающей битве китайский генерал Лю Мян уничтожил 10000 уйгуров и ещё столько же захватил в плен. Место битвы получило название «Гора убитых гуннов» — Шахушань. После этого император объявил вне закона религию уйгуров — манихейство.
Вместе с тем была продолжена борьбу с военными наместниками (цзедуши), которые стали почти независимыми. В 843—844 годах были разбиты роды наследственных цзедуши — Лю, Ван, Ши, владения которых располагались на территории современной провинции Хэбэй. Тогда же было подавлено восстание в префектурах на территории современной провинции Шаньси.
После этого было ослаблено влияние родов Ниу и Ли. Вслед за этим в 845 году началось преследование буддистов. По приказу У-цзуна имущество буддийских храмов конфисковывалось, было уничтожено 4600 храмов и 40000 буддистских святынь, 260500 монахов и монахинь переведены в положение мирян.
После того как У-цзун, употребляя даосские «эликсиры бессмертия», тяжело заболел, он решил обмануть смерть, изменив личное имя с Чан на Янь, однако 22 апреля 846 года скончался.